# Corydalis hemsleyana
Corydalis hemsleyana är en vallmoväxtart som beskrevs av Adrien René Franchet, Amp; Prain och David Prain. Corydalis hemsleyana ingår i släktet nunneörter, och familjen vallmoväxter. Inga underarter finns listade i Catalogue of Life.